# シアネ族
シアネ族（シアネぞく、Siane）は、パプアニューギニアに住む少数民族。小柄だが、引き締まった体格をしている。

## 居住地
ニューギニア東部高地に住んでいる。

## 生活
生業は耕作と養豚。石器から鉄器へ1950年ごろに移行した。

## 宗教
1945年よりキリスト教が入っている。